# Bandy vid asiatiska vinterspelen 2011

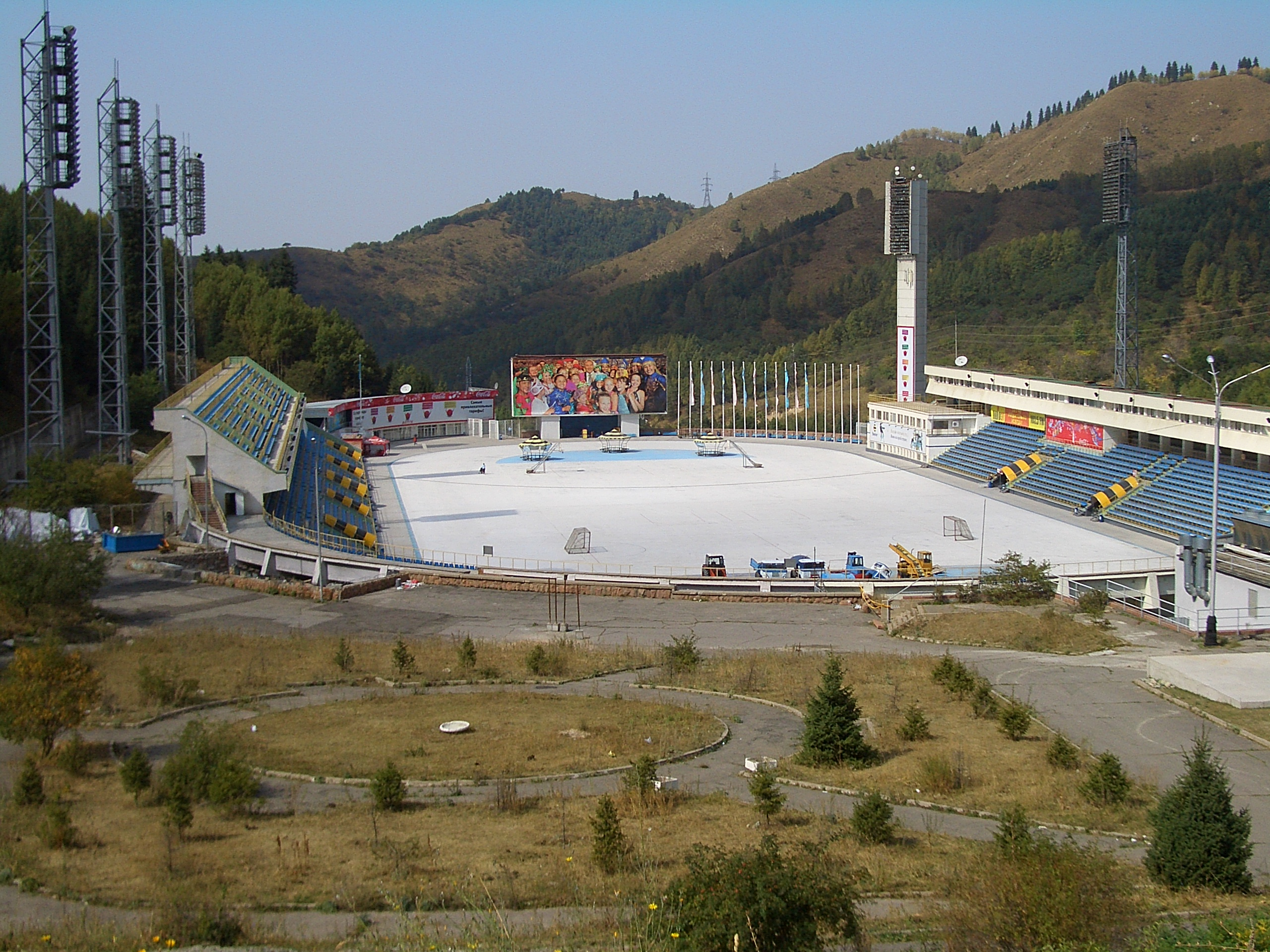
Medeobanan med bandymål

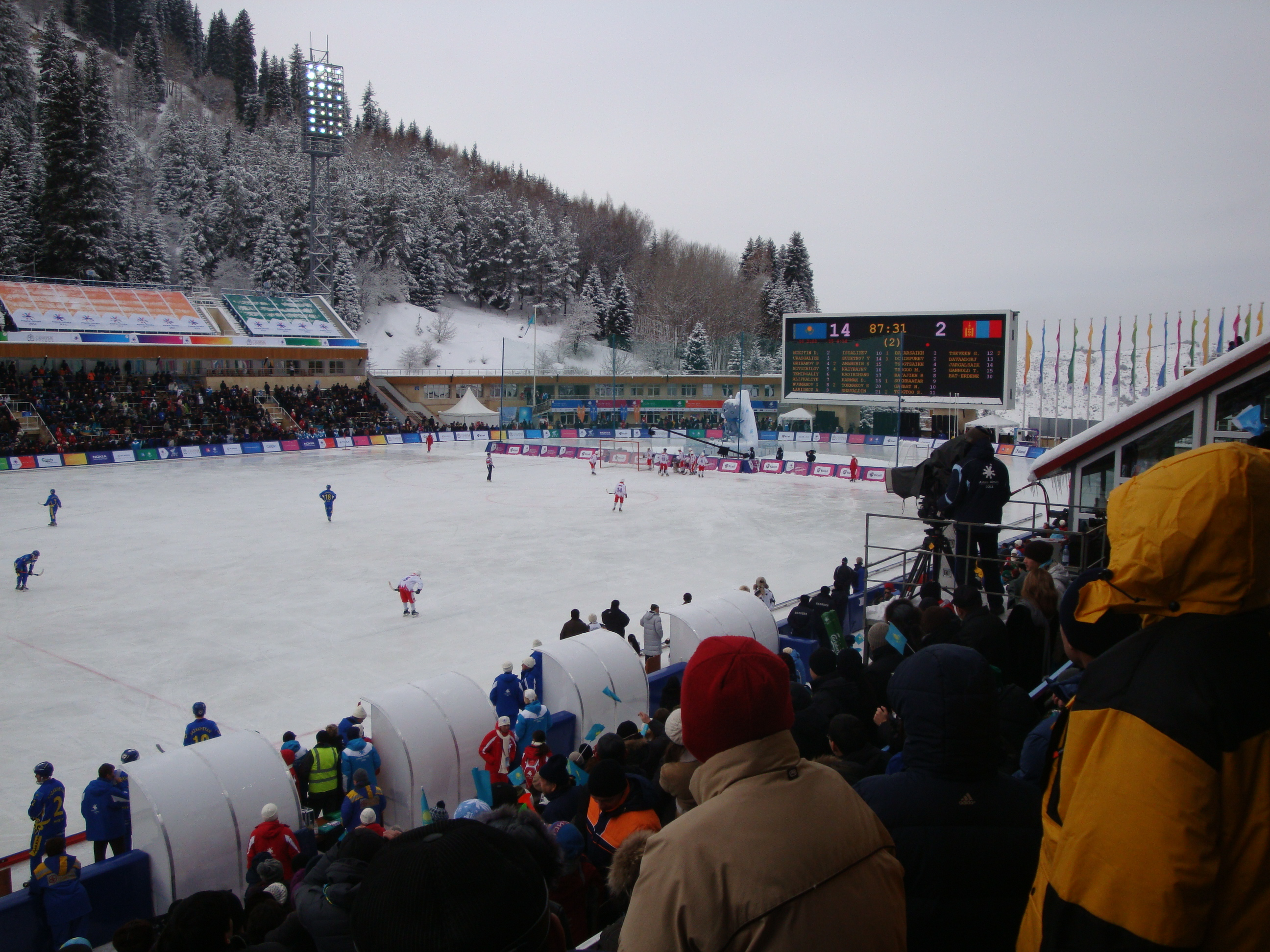
Finalen

För första gången var bandy med som sport under de Asiatiska vinterspelen. 6 nationer nämndes vid olika tidpunkter som deltagare. Till slut blev det Kazakstan, Mongoliet och Kirgizistan.

## Nationer
Tre nationer hade anmält sig.
- Kazakstan
- Kirgizistan
- Mongoliet

## Tabell
| Lag           | M | V | O | F | GM | IM | +/- | P |
| ------------- | - | - | - | - | -- | -- | --- | - |
| 1 Kazakstan   | 2 | 2 | 0 | 0 | 38 | 0  | +38 | 6 |
| 2 Mongoliet   | 2 | 1 | 0 | 1 | 17 | 19 | -2  | 3 |
| 3 Kirgizistan | 2 | 0 | 0 | 2 | 2  | 38 | -36 | 0 |

## Skytteligan
- 1 Rauan Isalijev  – 23
- 2 Iskander Nugmanov  – 11
- 3 Ganbat Neguun  – 5

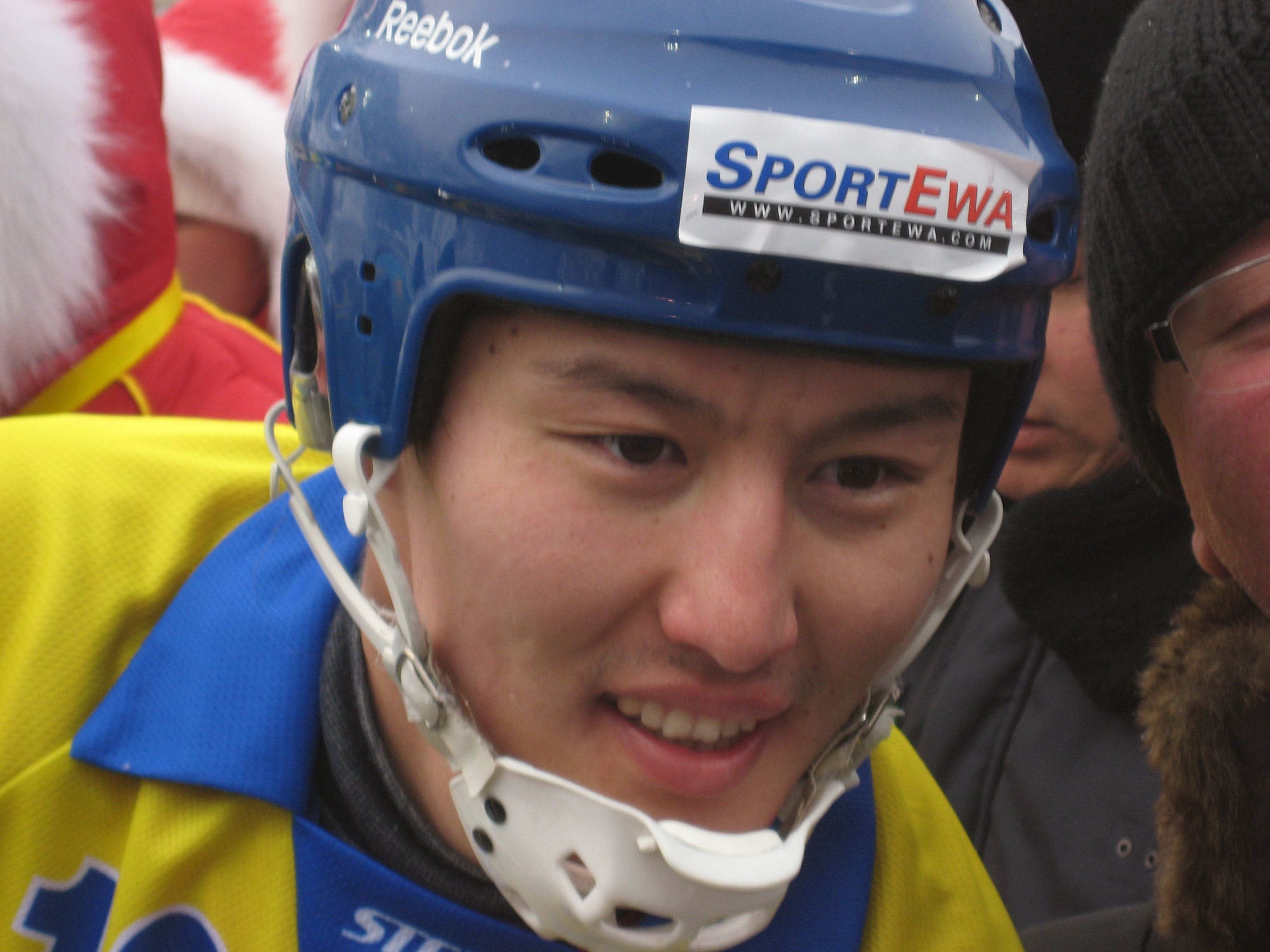
Skytte- och poängligavinnaren Rauan Isalijev

- 3 Bayarsaikhan Jargalsaikhan  – 5
- 3 Vladislav Novozhilov  – 5

Hela skytteligan

## Poängligan
- 1 Rauan Isalijev  – (23+7)=30
- 2 Iskander Nugmanov  – (11+2)=13
- 3 Bayarsaikhan Jargalsaikhan  – (5+3)=8
- 3 Vladislav Novozhilov  – (5+1)=6
- 3 Nikolaj Shavaldin  – (2+4)=6

Hela poängligan

## Gruppspel
Alla tider är lokala (GMT+6).
| 2 februari 2011 11.00 | Kirgizistan | 2−17 (0−13) (2−4) | Mongoliet | Medeo, Almaty |

|  |                    | Matchsummering |                                                                                            | Åskådare: ?                                                          |                                                                      |
|  | M. Tynymseitov – 2 |                | G. Neguun – 5 J. Bayarsaikhan – 5 T. Shinebayar – 3 D. Mungunkhuyag – 2 T. Myagmardorj – 2 | Domare: Sergey Gorbachev Ass. Alexander Porovayev Ass. Denis Kazakov | Domare: Sergey Gorbachev Ass. Alexander Porovayev Ass. Denis Kazakov |

| 3 februari 2011 11.00 | Kazakstan | 21−0 (9−0) (10−0) (2−0) | Kirgizistan | Medeo, Almaty |

|  | | Matchsummering |  |                                                                      |                                                                      |
|  | R. Isaliev – 8 I. Nugmanov – 5 Y. Alipkaliev – 3 A. Larionov – 2 S. Tokmakov – 1 P. Gribanov – 1 S. Kadirzhanov – 1 |                |  | Domare: Sergey Gorbachev Ass. Alexander Porovayev Ass. Denis Kazakov | Domare: Sergey Gorbachev Ass. Alexander Porovayev Ass. Denis Kazakov |

| 4 februari 2011 11.00 | Mongoliet | 0 – 17 (0−9) (0−8) | Kazakstan | Medeo, Almaty |

|  |  | Matchsummering |                                                                                        |                                                                      |                                                                      |
|  |  |                | R. Isaliev – 10 I. Nugmanov – 4 V. Novozhilov – 1 A. Temirgaliyev – 1 A. Kazybayev – 1 | Domare: Sergey Gorbachev Ass. Alexander Porovayev Ass. Denis Kazakov | Domare: Sergey Gorbachev Ass. Alexander Porovayev Ass. Denis Kazakov |

## Final
Alla tider är lokala (GMT+6).
| 6 februari 2011 11.00 | Kazakstan | 16 – 2 (7−0) (9−2) | Mongoliet | Medeo, Almaty |

|  | | Matchsummering |                  |                                                                      |                                                                      |
|  | R. Issaliyev – 5 V. Novozhilov – 4 I. Nugmanov – 2 P. Gribanov – 2 N. Shavaldin – 2 V. Suyetnov – 1 |                | G.O. Tseveen – 2 | Domare: Sergey Gorbachev Ass. Alexander Porovayev Ass. Denis Kazakov | Domare: Sergey Gorbachev Ass. Alexander Porovayev Ass. Denis Kazakov |

## Slutställning
| Placering | Lag         |
| --------- | ----------- |
| 1.        | Kazakstan   |
| 2.        | Mongoliet   |
| 3.        | Kirgizistan |

### Fotnoter
1. ↑  ”Arkiverade kopian”. Arkiverad från originalet den 16 april 2021. https://web.archive.org/web/20210416172215/https://ocasia.org/News/IndexNewsRM.aspx?redirect=1640. Läst 20 augusti 2011.
2. ↑  http://translate.google.com/translate?hl=sv&sl=ru&u=https%3A%2F%2Fbandynet.ru%2Fv1%2Fnode%2F14931